# Meletij (Pavljučenkov)
Meletij (světským jménem: Dmitrij Nikolajevič Pavljučenkov; * 25. května 1977, Smolensk) je ruský duchovní Ruské pravoslavné církve a biskup roslavlský a děsnogorský.

## Život
Narodil se 25. května 1977 ve Smolensku.
Po dokončení střední školy č. 25 ve Smolensku nastoupil na Smolenské technické učiliště.
Roku 1998 dokončil Smolenský duchovní seminář.
Dne 19. července 1998 byl metropolitou smolenským a kaliningradským Kirillem (Gunďajevem) rukopoložen na diákona a 23. srpna na jereje. Dne 25. února 1999 postřižen na monacha a přijal mnišské jméno Meletij.
V letech 1998–2005 byl představeným chrámu Proměnění Páně ve Vjazmě a v letech 2003–2005 chrámu Svaté Trojice ve Vjazmě. Byl také ředitelem dětského domova při chrámu.
Roku 2004 dokončil Moskevskou státní průmyslovou univerzitu.
V letech 2008–2011 přednášel na Smolenské filiálce Moskevské univerzity Ministerstva vnitra Ruské federace.
Od roku 2008 byl představeným chrámu Ikony Matky Boží Vládkyně ve Smolensku. O rok později byl pověřen stavbou chrámu u památníku Katyň.
Roku 2015 dokončil studium na Moskevské státní univerzitě technologie a managementu.
Dne 24. prosince 2015 byl jmenován igumenem monastýru Proměnění Páně v Roslavli. Dne 8. ledna 2016 byl povýšen na igumena.
Dne 9. března 2016 byl ustanoven předsedou oddělení pro monastýry a monachy, blagočinným monastýrů smolenské eparchie.
Dne 4. května 2017 jej Svatý synod zvolil biskupem roslavlským a děsnogorským.
Dne 8. května 2017 byl povýšen na archimandritu.
Dne 3. června 2017 byl oficiálně jmenován biskupem a 11. června proběhla v chrámu Svaté Trojice v Reutově jeho biskupská chirotonie. Světiteli byli patriarcha moskevský Kirill, metropolita krutický a kolomenský Juvenalij (Pojarkov), metropolita petrohradský a ladožský Varsonofij (Sudakov), metropolita smolenský a dorogobužský Isidor (Tupikin), arcibiskup solněčnogorský Sergij (Čašin), biskup Ilian (Vostrjakov), biskup vidnovský Tichon (Nědosekin), biskup serpuchovský Roman (Gavrilov), biskup balašichinský Nikolaj (Pogrebňak), biskup zarajský Konstantin (Ostrovskij), biskup vjazemský a gagarinský Sergij (Zjaťkov) a biskup luchovický Petr (Dmitrijev).
Dne 29. července 2017 byl potvrzen jako archimandrita monastýrů Proměnění Páně.